# Росіяни на Закарпатті
Росіяни в Закарпатті — російське населення Закарпатської області України.

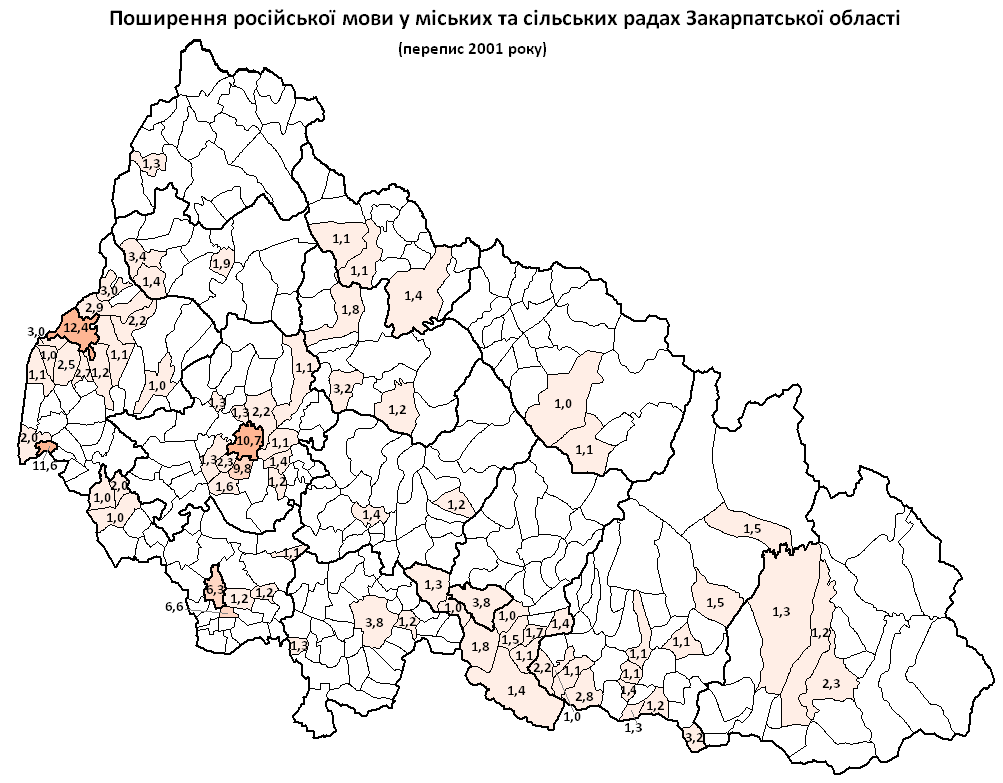
Російська як рідна мова у містах і сільрадах Закарпатської області за переписом 2001 р.

Закарпаття відрізняється етнічним розмаїттям. Найбільш численними етнічними групами Закарпаття є українці, угорці, менша чисельність у румунів, росіян, циган, словаків, німців та представників інших національностей. Згідно перепису 2001 року в Закарпатській області проживала 31 000 росіян, які становили 2,5% населення області. Російські закарпатці представляють одну з найменших російських громад в Україні.

## Закарпатські росіяни до 1944 року
Першим відомим нині емігрантом з Росії вважається Костянтин Матезонський, який прибув до Ужгорода 1836 року.
Імовірно він емігрував з Росії як учасник декабристського повстання. В Ужгороді він заснував хор і був близький до будителя русинів Олександр Духновича.
Значною була російська емігрантська громада після громадянської війни. Напередодні Другої світової війни в Закарпатті було близько 2 тисяч росіян. Серед них було багато освічених людей, які залишили після себе в жителів краю добру пам'ять.
П. П. Милославський пропагував російську народну пісню і православні співи, був музикознавцем, вже після входження Закарпаття до складу УРСР очолив відомий Закарпатський народний хор. Хор і в наш час виконує зібрані і аранжовані ним твори. В Ужгороді діє Фонд ім. Милославського.
Л. С. Панкратова-Ільяшенко, актриса театру Всеволода Мейєрхольда, вела театральну студію, а в післявоєнному Закарпатті організовувала театри.
Російські емігранти працювали в русинській організації «Русское культурно-просвітницьке товариство ім. Олександра Духновича». Серед них була театральний режисер О.Куфтіна-Полуектова. Вона також вела дитячу театральну студію.
Помітним діячем російської еміграції в Закарпатті був о. Всеволод Коломацький, втім, за національністю він був українцем. Під час Першої світової війни він воював у Карпатах, а пізніше став священиком на Мукачівщині. 1926 року він як архітектор-будівельник брав участь у спорудженні Покровської церкви в селі Руському. Пізніше біля неї виріс Ракошинський чоловічий монастир, шанований віруючими. Російські емігранти доручили о. В. Коломацькому побудувати православний храм-пам'ятник на згадку російським воїнам, загиблим в першу світову війну; це єдиний подібний храм на колишній території СРСР. В. Коломацький був архітектором і будівельником цього храму в Ужгороді. У 1930 році Покровська церква на набережній річки Уж була закінчена. Храм вибудований в північноруських шатрового стилі і нагадує православний собор в Коломні. Церква включена в список пам'ятників. 1994 року Закарпатське товариство «Російський будинок» на її стінах встановило меморіальну таблицю.
Архімандрит Василій (Пронін) переїхав в Закарпаття в 1939, і вже в післявоєнні роки став настоятелем Мукачівського жіночого монастиря; він займався також і археологією. Російський іженер-будівельник Панкратов брав участь у спорудженні адміністративної будівлі в Ужгороді (нині Білий дім), а інженери Баренблат і Лосієвський будували канал Невицьке — Ужгород, ужгородську електростанцію, міст у В. Бичкові та інші споруди в Закарпатті.

## Період УРСР (1944—1991)
Після приєднання Закарпаття до УРСР чисельність росіян значно зросла, що було викликано необхідністю розвитку промисловості та інших галузей народного господарства, а також медицини, освіти, науки.
Влітку 1947 в Мукачево переїхав Білгород-Дністровський російський драматичний театр. Поповнившись акторами з інших театрів України, колектив 23 серпня 1947 відкрив свій перший театральний сезон.
Філологічний факультет Ужгородського університету був відкритий 18 жовтня 1945 Кафедру російської літератури очолив фахівець в області класичної літератури Микола Сергійович Воскресенський, якого згадують як високоерудованого та інтелігентного вченого. Великий внесок у літературознавство внесли Н. П. Козлов, Е. Л. Толстов, доценти В. І. Аріповський, А. І. Дуденкова, Г.І Пономарьов, С. Н. Шошура, І. М. Сенько, Н. П. Бедзір, Л. П. Бородіна, Л. В. Лимонова. Фольклористикою займалися П. В. Лінтур і Плісецький. Т. М. Чумак вивчала творчість закарпатських письменників.
Кафедру російської мови спочатку очолив професор І. Г. Чередниченко. У наступні роки кафедрою керували доценти Антошин, Г. А. Шелюто, М. А. Чернишенко, М. В. Симулик, С. С. Панько, Л. М. Устюгова, професор В. В. Волков, а нині її очолює доцент Т. І. Суран.
У 1946 році в області проживало 12 176 росіян. У 1959 році їх було вже 29 599 осіб (3,2 % від усього населення), у 1970 — 35 189 осіб (3,3 %), у 1979 — 41 713 осіб (3,6 %), у 1989 — 49 458 осіб (4,0 %), у 2001 — 30 993 осіб (2,5 %).
За даними перепису 1989 р. на території Закарпаття мешкало 49 458 росіян, що становило 4 % населення області. 53 % зайнятих росіян були працівниками інтелектуальної сфери. Вони становили 11 % викладачів і наукових кадрів, 12—13 % керівників, 16 % працівників сфери мистецтва, 20 % інженерно-технічних працівників, 58 % офіцерів. Вони відзначалися високим освітнім рівнем (24,6 % дорослих росіян мали вищу освіту, порівняно з 6,8 % в українців, 3,7 % в угорців, 8,8 % у словаків, 1,7 % у румунів) і урбанізованістю (87,2 % росіян проживали у містах). У той же час росіяни Закарпаття характеризувалися найнижчою народжуваністю і найвищим рівнем розлучень серед усіх етнічних груп області.
Російську мову на Закарпатті у 1989 назвали рідною 47 378 росіян, 15 132 українців, 1 307 євреїв, 1 176 білорусів, 991 угорець, 388 словаків, 212 німця, 119 циган. В цілому по області 64,1 % населення вказало, що вільно володіє російською мовою. Російська мова виконувала роль мови міжнаціонального спілкування.
Падіння промислового виробництва, скорочення зайнятості, поглиблення побутових проблем, звуження можливостей для самореалізації в умовах українізації викликали погіршення становища російського населення області і призвели до найбільшої серед усіх етнічних груп Закарпаття еміграції, яка в 1990-ті роки досягала 1500—1800 осіб на рік. Соціологічні дослідження 1995 року показують у росіян найбільш низький рівень етнічного самопочуття серед усіх національних груп Закарпаття.
Біля витоків створення закарпатського товариства російської культури «Російський Будинок» стояла група інтелігентів з Ужгорода. Першим керівником товариства було обрано В.Пахмурний, з 1995 року суспільство очолила кандидат історичних наук С.Мітряєва. Товариство займається, в основному, культурологічною, просвітницькою і благодійною діяльністю. У 1996 році були проведені «Дні російської культури», ряд творчих і музичних вечорів, наукова конференція. У 1998 був проведений симпозіум «Українсько-російські відносини в контексті європейської співпраці». Широко відзначалося 200-річчя з дня народження Олександра Пушкіна. У дворі Мукачівської школи № 1 (в минулому — російської гімназії[джерело?]) за сприяння львівського Російського культурного центру було встановлено пам'ятник великому поету.
Усього 2002 року в Закарпатті діяли 3 російські школи — в Ужгороді, Мукачеві та Хусті, російською мовою навчалися 2933 учнів (1.5 % всіх учнів області)
Була створена Російська громада Закарпаття, яку очолив В. Некрасов. У 1990—1998 виходила газета «Єдність», єдина в області, яка «послідовно відстоювала конституційні права росіян … від нападок так званої націонал-патріотичної преси». У той же час Закарпаття відрізняється значною толерантністю, а російські фахівці як і раніше користуються повагою. У 2002—2006 мером Ужгорода був Віктор Погорєлов, а секретарем міської Ради — Юрій Беляков. 2005 року російський меценат А. В. Гегальчий заснував щорічна Незалежна літературна «Руська премія» для авторів віртуальної Підкарпатської Русі, що пишуть русинською та російською мовами. Лауреати 2005 — Іван Петровцій та Володимир Бедзір, 2006 — Фелікс Кривін і Василь Матола, 2007 — Іван Ситар та Іван Поп, 2008 — Тамара Керча та Міла Маришева (Бородіна), 2009 — Людмила Кудрявська та Роман Пищальников, 2010 — Юрій Маслов і Михайло Чухран, 2011 — Ігор Керча.